# Attributgrammatik
En attributgrammatik er en formel måde til at udvide en formel grammatik med semantisk databehandling.
I en attributgrammatik gemmes semantisk information i attributter associeret med grammatikkens terminal og ikke-terminal symboler. Attributternes værdier er resultatet af attribut evalueringsregler associeret med grammatikproduktioner. Attributter tillader overførsel af information fra et vilkårligt sted i det abstrakte syntakstræ til et vilkårligt andet sted, på en styret og formel måde.

## Eksempler

### Heltalsudtryk
Det følgende er en simpel kontekstfri grammatik, som kan beskrive et sprog udgjort af multiplikation og addition af heltal.
```
 
Expr
 → 
Expr
 + 
Term

 
Expr
 → 
Term

 
Term
 → 
Term
 * 
Factor

 
Term
 → 
Factor

 
Factor
 → "(" 
Expr
 ")"
 
Factor
 → 
integer
```

Den følgende attributgrammatik kan anvendes til at beregne resultatet af et udtryk skrevet i grammatikken. Bemærk at denne grammatik kun anvender syntesiserede værdier, og at den derfor er en S-attributgrammatik.
```
 
Expr
1
 → 
Expr
2
 + 
Term
 [ 
Expr
1
.value = 
Expr
2
.value + 
Term
.value ]
 
Expr
 → 
Term
 [ 
Expr
.value = 
Term
.value ]
 
Term
1
 → 
Term
2
 * 
Factor
 [ 
Term
1
.value = 
Term
2
.value * 
Factor
.value ]
 
Term
 → 
Factor
 [ 
Term
.value = 
Factor
.value ]
 
Factor
 → "(" 
Expr
 ")" [ 
Factor
.value =  
Expr
.value ]
 
Factor
 → 
integer
 [ 
Factor
.value = strToInt(
integer
.str) ]
```

### Programmeringssproget Ada
Programmeringssproget Ada er blevet beskrevet i attributgrammatik.